# مانويل كابيت
مانويل كابيت (بالفرنسية: Manuel Cabit)‏ (3 يونيو 1993 بفور دو فرانس في فرنسا - ) هو لاعب كرة قدم فرنسي في مركز الدفاع.

## روابط خارجية
- مانويل كابيت على موقع رابطة كرة القدم الفرنسية للمحترفين (الإنجليزية)
- مانويل كابيت على موقع قاعدة بيانات كرة القدم.إي يو (الإنجليزية)
- مانويل كابيت على موقع ليكيب (الفرنسية)
- مانويل كابيت على موقع Soccerway.com (الإنجليزية)
- مانويل كابيت على موقع عالم كرة القدم.نت (الإنجليزية)